# Arnaldo Rozeira
Arnaldo Deodato da Fonseca Rozeira (São Tomé e Príncipe, 29 de Abril de 1912 — Lordelo do Ouro, 8 de Março de 1984), mais conhecido por Arnaldo Rozeira ou Arnaldo Roseira, foi um botânico, professor universitário, diretor da Faculdade de Ciências da Universidade do Porto e diretor do Jardim Botânico do Porto.

## Biografia
Em 1949 foi nomeado professor da FCUP. Em 1957, apresentou uma lição subordinada ao tema "Estudos Botânicos nas Ilhas de S. Tomé e Príncipe. Problemas fundamentais" e foi nomeado professor catedrático. Durante sua carreira académica, realizou varias campanhas de prospeção botânica em S.Tomé. Em 1960, tornou-se diretor do Instituto de Botânica "Dr. Gonçalo Sampaio", vinculado à FCUP. Dirigiu o Jardim Botânico do Porto de 1960 a 1974 e entre janeiro e abril de 1982. Dirigiu a FCUP entre abril de 1972 e abril de 1974 e foi também Presidente da Associação de Filosofia Natural da FCUP.
Foi casado com Maria Irene de Mariz Teixeira com quem teve 10 filhos: Arnaldo Eduardo, Maria Irene, António José, Maria do Céu, Augusto Duarte, Nuno Manuel, João Luís, Armando Jorge, Maria da Graça e Paulo Maria de Mariz Roseira. Era neto de Francisco Lopes Roseira (1825-1905), fundador em 1859 do Colégio de Lamego, e parente da atual política portuguesa Maria de Belém Roseira.
Arnaldo Rozeira é autor de diversos estudos sobre a flora de São Tomé e Príncipe, Trás-os-Montes e do Alto Douro, continuando a obra do eminente naturalista Gonçalo Sampaio. Doutorou-se em 1944 com a tese "A flora de Trás-os-Montes e Alto Douro". Desenvolveu um trabalho de referência na classificação científica de plantas e algas, descobrindo novas espécies de plantas como Lasiodiscus rozeirae.